# Guatapé

Localização de Guatapé, no departamento de Antioquia.

Guatapé é uma cidade e município da Colômbia, no departamento de Antioquia. Dista 79 quilômetros de Medellín, a capital do departamento, e possui uma superfície de 69 quilômetros quadrados.